# Neusurpa Yeshe Bar
Neusurpa Yeshe Bar (tib. sNe'u zur pa Ye shes 'bar; geb. 1042; gest. 1118) bzw. kurz Neusurpa (sNe'u zur pa) war ein bedeutender Geistlicher der Kadam-Tradition des tibetischen Buddhismus. Er war der Hauptschüler von Gönpawa (dgon pa ba), dem 3. Khenpo des Radreng-Klosters, und nach dessen Tod auch von Potowa.
Er ist Gründer des Klosters Neusur in Phenyül ( 'phan yul ).
Sein Schüler Gyergom Chenpo (gyer sgom chen po; 1090–1171) vervollkommnete seine Lehre und gründete in Gyama Rinchengang (Rgya ma Rin chen sgang) das Rinchengang-Kloster (Rin chen sgang dgon pa chin. Renjinggang si 仁进岗寺). Ein anderer seiner Schüler, Changchub Gedze (byang chub dge mdzes; 1084–1167), residierte im Kloster (chin.) Dajian (Dajian si 达坚寺).